# Victor van den Bogert
Victor van den Bogert (Utrecht, 12 augustus 1999) is een Nederlands voetballer die als verdediger voor FC Den Bosch speelt.

## Carrière
Victor van den Bogert speelde in de jeugd van USV Hercules, VV Baronie en Willem II. Hier tekende hij in 2017 een contract tot medio 2020. Sinds 2017 zat Van den Bogert af en toe op de bank bij het eerste elftal van Willem II, maar debuteerde pas in het seizoen 2018/19. Dit was op 31 oktober 2018, in de met 5-0 gewonnen bekerwedstrijd tegen SV Spakenburg. Van den Bogert kwam in de vijfenzeventigste minuut in het veld voor Pol Llonch. Hij maakte zijn competitiedebuut op 3 maart 2019, in de met 4-2 verloren uitwedstrijd tegen sc Heerenveen, waarin hij de hele wedstrijd speelde. In het seizoen 2019/20 speelde hij alleen in de met 0-4 gewonnen bekerwedstrijd tegen H.V. & C.V. Quick, en zodoende werd hij de tweede seizoenshelft verhuurd aan De Graafschap. De periode aldaar was kort omdat de competitie werd stilgelegd vanwege de coronapandemie.
Vanaf seizoen 2021/22 speelt Van den Bogert voor FC Den Bosch. Voor die club maakte hij op 1 april 2022 zijn eerste doelpunt in het betaald voetbal. Uit bij Telstar maakt de verdediger in de een eenenveertigste minuut de 0-1. FC Den Bosch won deze wedstrijd uiteindelijk met 1-2.
Van den Bogert is bij FC Den Bosch sinds seizoen 2022/23 reserve aanvoerder achter Danny Verbeek.
Uiteindelijk kwam de verdediger vier seizoenen, met 106 officiële duels in alle competities, uit voor de club uit de hoofdstad van Noord-Brabant. Na zijn vierde seizoen besloot FC Den Bosch het contract van Van den Bogert niet te verlengen.

### Statistieken
| Seizoen                   | Club            | Land           | Competitie     | Competitie | Competitie | Beker | Beker | Internationaal | Internationaal | Totaal | Totaal |
| Seizoen                   | Club            | Land           | Competitie     | Wed.       | Dlp.       | Wed.  | Dlp.  | Wed.           | Dlp.           | Wed.   | Dlp.   |
| ------------------------- | --------------- | -------------- | -------------- | ---------- | ---------- | ----- | ----- | -------------- | -------------- | ------ | ------ |
| 2016/17                   | Willem II       | Nederland      | Eredivisie     | 0          | 0          | 0     | 0     | 0              | 0              | 0      | 0      |
| 2017/18                   | Willem II       | Nederland      | Eredivisie     | 0          | 0          | 0     | 0     | 0              | 0              | 0      | 0      |
| 2018/19                   | Willem II       | Nederland      | Eredivisie     | 1          | 0          | 1     | 0     | 0              | 0              | 2      | 0      |
| 2019/20                   | Willem II       | Nederland      | Eredivisie     | 0          | 0          | 1     | 0     | 0              | 0              | 1      | 0      |
| 2019/20                   | → De Graafschap | Nederland      | Eerste divisie | 3          | 0          | 0     | 0     | 0              | 0              | 3      | 0      |
| 2020/21                   | Willem II       | Nederland      | Eredivisie     | 5          | 0          | 0     | 0     | 2              | 0              | 7      | 0      |
| 2021/22                   | FC Den Bosch    | Nederland      | Eerste divisie | 30         | 1          | 1     | 0     | 0              | 0              | 31     | 1      |
| 2022/23                   | FC Den Bosch    | Nederland      | Eerste divisie | 26         | 2          | 2     | 0     | 0              | 0              | 28     | 2      |
| 2023/24                   | FC Den Bosch    | Nederland      | Eerste divisie | 23         | 0          | 0     | 0     | 0              | 0              | 23     | 0      |
| 2024/25                   | FC Den Bosch    | Nederland      | Eerste divisie | 21         | 0          | 1     | 0     | 0              | 0              | 22     | 0      |
| Carrièretotaal            | Carrièretotaal  | Carrièretotaal | Carrièretotaal | 109        | 3          | 6     | 0     | 2              | 0              | 117    | 3      |
| Bijgewerkt op 10 mei 2025 |                 |                |                |            |            |       |       |                |                |        |        |